# Chet-aat
Chet-aat war in der ägyptischen Mythologie die altägyptische Bezeichnung für eine Göttergemeinschaft, die unter dem Namen Chet-aat erstmals in den Pyramidentexten (PT) belegt ist.
In PT 476 wird der verstorbene König als „zur großen Körperschaft gehörig“ beschrieben, wobei „die große göttliche Körperschaft schon existierte, bevor die Neunheit von Heliopolis entstand“. Horus trug in Verbindung zur „großen Körperschaft“ die Namen „leuchtender Stern“ und „der Goldene“. Der altägyptische Gott Weneg wird in diesem Zusammenhang ebenfalls in PT 476 erwähnt.
In der griechisch-römischen Zeit wurde die „Neunheit von Helipolis“ als „große Körperschaft der Neunheit“ bezeichnet.